# Track Records
Track Records è stata una etichetta discografica britannica fondata nel 1966. Fu una delle prime etichette discografiche indipendenti britanniche. Pubblicò opere di Jimi Hendrix e The Who.

## Storia
Venne fondata nel 1966 a Londra da Kit Lambert e Chris Stamp, allora manager del gruppo rock The Who. I due nel 1966 furono coinvolti in una battaglia legale per liberare il gruppo da un contratto poco vantaggioso con il produttore Shel Talmy e le etichette Decca negli USA e Brunswick nel Regno Unito. A quel tempo Lambert e Stamp avevano anche iniziato a pubblicare dischi nel Regno Unito con la Reaction Records di Robert Stigwood. Sia la Track che la Reaction si avvalevano della Polydor Records, una etichetta con sede in Germania, per la distribuzione nel Regno Unito.
La Track riuscì a ottenere i diritti del primo singolo di Hendrix, Hey Joe, ma, per problemi organizzativi, non fu in grado di pubblicarlo, e il singolo venne così pubblicato nel Regno Unito dalla Polydor nel dicembre 1966; per il secondo disco fu però pronta e, il 17 Marzo 1967, fu pubblicato Purple Haze che è quindi la prima pubblicazione dell'etichetta, seguita da Are You Experienced, il primo LP. Queste e altre registrazioni di Hendrix pubblicate dalla Track vennero concesse in licenza alla Reprise Records negli Stati Uniti. Il primo singolo degli Who pubblicato dalla Track fu Pictures of Lily distribuito nell'aprile 1967 e seguito lo stesso anno dai singoli The Last Time e I Can See for Miles.
Verso la fine del 1967, la Track affrontò una causa contro Ed Chalpin e la sua società, PPX Enterprises, la quale aveva firmato con Hendrix un contratto di registrazione esclusivo di tre anni nell'ottobre 1965. Chalpin considerava l'accordo di Hendrix del 1966 con la Track una violazione del suo precedente contratto con la PPX e, per questo, fu in grado di ottenere un ampio accordo monetario. La Track cadde quindi in difficoltà finanziarie. Nel 1967 venne pubblicato nel Regno Unito un altro album di Hendriks, Axis: Bold as Love che negli USA venne pubblicato dalla Reprise.
Nel 1968 il gruppo The Crazy World of Arthur Brown ebbe molto successo nel Regno Unito, raggiungendo la prima posizione con il brano Fire che raggiunse la seconda posizione nella Billboard Hot 100, la classifica dei singoli USA. Sempre alla fine del 1968, la Track pubblicò il doppio album di Jimi Hendrix Electric Ladyland, che divenne uno dei suoi maggiori successi. Le prime copie britanniche dell'album contenevano una foto di 19 donne nude che non era stata autorizzata da Hendrix.
Nel 1968 la Track iniziò a pubblicare album di compilation come Direct Hits degli Who, Electric Jimi Hendrix (1970) e Who's Who Did It! (1970). Una compilation di vari artisti intitolata The House That Track Built fu pubblicata nel 1969. Nel 1970, la Track iniziò una serie economica di 14 album intitolata Backtrack.  Questa serie, contenente occasionalmente materiale inedito e versioni rare di brani già editi, era molto insolita per l'epoca e includeva sia i primi due album di Hendrix che quelli degli Who insieme a opere di artisti meno conosciuti. Gli album ristampati non presentavano nessuna delle copertine originali.
La Track distribuì nel Regno Unito l'album Two Virgins di John Lennon e Yoko Ono prodotto dalla Apple Records dopo che la EMI (il distributore di Apple) aveva rifiutato di farlo a causa della foto di copertina dove i due artisti comparivano nudi. Sempre con la Track i The Who pubblicarono nel 1969 nel Regno Unito il doppio album Tommy, uno dei loro album più venduti.
Nel marzo 1970 la Track pubblicò l'album dal vivo di Hendrix Band of Gypsys che fu l'ultimo prima della sua morte. Come parte di un accordo legale con la PPX Enterprises, i diritti di pubblicazione per gli Stati Uniti furono assegnati a Ed Chalpin che organizzò la pubblicazione dell'album da parte della Capitol Records. Gli Who pubblicarono con la Track l'album Live at Leeds nel maggio 1970. Alla fine del 1970, il gruppo Thunderclap Newman pubblicò nel Regno Unito con la Track il loro unico album, Hollywood Dream, prodotto da Pete Townshend e dal quale venne estratto il singolo Something in the Air che raggiunse la prima posizione 1 nel Regno Unito.
La Tracks ha poi pubblicato un EP di tre canzoni di Jimi Hendrix intitolato Voodoo Chile, l'unico successo di Hendrix nel Regno Unito nel 1971. Dopo l'album postumo di Jimi Hendrix, The Cry of Love, la Polydor rilevò il catalogo di Hendrix dalla Tracks per il Regno Unito.
Gli Who pubblicarono la compilation Meaty Beaty Big e Bouncy e un album di nuove registrazioni Who's Next alla fine del 1971, entrambi di grande successo. Nel 1972, il gruppo rock olandese Golden Earring fece un tour di successo nel Regno Unito con gli Who e firmò un contratto con la Track. Il loro album Moontan (1973) divenne il loro più grande successo. Nel 1973, gli Who produssero Quadrophenia, seguito nel 1974 dalla compilation Odds & Sods pubblicata per motivi contrattuali e contenente una serie di registrazioni inedite del gruppo effettuate tra il 1964 e il 1972, dopodiché il gruppo interruppero la collaborazione con la Track. La band cercò di raccogliere una grossa somma di diritti che non gli erano stati pagati dalla Track. Gli Who si trasferirono alla Polydor, tranne che negli Stati Uniti e in Canada, dove rimasero con MCA.
Nel 1975, Track aveva solo Golden Earring sotto contratto ma presto perse anche questo. Pubblicò solo altri due LP, uno degli Heartbreakers e uno di Shakin 'Stevens. La Track cessò l'attività nel 1978, anche se gli album Track che erano rimasti in stampa nel Regno Unito rimasero sull'etichetta Track fino a quando il distributore non li ristampò su Polydor pochi anni dopo. Kit Lambert morì nel 1981 all'età di 45 anni.